# Salif Sané
Salif Sané (Lormont, 25 augustus 1990) is een Senegalees-Franse voetballer die doorgaans als centrale verdediger speelt. Hij verruilde Hannover 96 in juli 2018 voor FC Schalke 04. Sané debuteerde in 2013 in het Senegalees voetbalelftal.
Salif is een neef van voetballer Ludovic Sané.

## Clubcarrière
Sané werd in het seizoen 2009/10 bij Girondins de Bordeaux opgenomen in het reservenelftal van trainers Patrick Battiston en Marius Trésor. De verdediger was er een vaste waarde en maakte een seizoen later zijn opwachting in het eerste elftal van coach Jean Tigana. Sané tekende in 2010 een vierjarig contract bij Bordeaux. Een jaar later verhuurde Bordeaux Sané aan het Nancy van trainer Jean Fernandez. Hier werd hij omgevormd tot verdedigende middenvelder. Na dat seizoen nam Nancy hem definitief over van Bordeaux.

## Clubstatistieken
| Seizoen | Club                  | Competitie | Wed. | Goals |
| ------- | --------------------- | ---------- | ---- | ----- |
| 2010/11 | Girondins de Bordeaux | Ligue 1    | 4    | 0     |
| 2011/12 | → AS Nancy            | Ligue 1    | 32   | 2     |
| 2012/13 | AS Nancy              | Ligue 1    | 34   | 3     |
| 2013/14 | Hannover 96           | Bundesliga | 19   | 2     |
| 2014/15 | Hannover 96           | Bundesliga | 18   | 2     |
| 2015/16 | Hannover 96           | Bundesliga | 31   | 2     |
| 2016/17 | Hannover 96           | Bundesliga | 28   | 2     |
| 2017/18 | Hannover 96           | Bundesliga | 32   | 4     |
| 2018/19 | FC Schalke 04         | Bundesliga | 30   | 2     |
| 2019/20 | FC Schalke 04         | Bundesliga | 5    | 1     |
| Totaal  | Totaal                | Totaal     | 233  | 20    |

## Interlandcarrière
Sané vertegenwoordigde Senegal bij het wereldkampioenschap 2018 in Rusland, waar de Afrikanen waren ingedeeld in groep H, samen met Polen, Colombia en Japan. Na een 2–1 zege op Polen, dankzij de winnende treffer van M'Baye Niang, speelde de West-Afrikaanse ploeg met 2–2 gelijk tegen Japan, waarna in de slotwedstrijd op 28 juni met 1–0 verloren werd van groepswinnaar Colombia. De selectie van bondscoach Aliou Cissé eindigde in punten en doelpunten exact gelijk met nummer twee Japan, maar moest desondanks toch naar huis: Senegal werd het eerste land dat op basis van de Fair Play-regels werd uitgeschakeld, omdat de ploeg iets meer gele kaarten kreeg dan Japan. Mede daardoor beleefde het Afrikaanse continent de slechtste WK sinds 1982. Sané speelde mee in alle drie de WK-duels.
1 Hoffmann ·
2 Sánchez ·
4 Noode ·
5 Murkin ·
6 Schallenberg ·
7 Seguin ·
8 Younes ·
9 Sylla ·
11 Lasme ·
14 Bachmann ·
15 Højlund ·
16 Zalazar ·
17 Gantenbein ·
18 Antwi-Adjei ·
19 Karaman  ·
21 Wasinski ·
22 Cissé ·
23 Aydın ·
24 Hamache ·
26 Kalas ·
27 Tempelmann ·
28 Heekeren ·
29 Mohr ·
30 Donkor ·
31 Bulut ·
34 Langer ·
35 Kamiński ·
37 Grüger ·
Coach: Van Wonderen
· Assistent-coach: Balette
· Assistent-coach: Molenaar
· Assistent-coach: Sam
1 Diallo ·
2 Kara ·
3 Koulibaly ·
4 Mbengue‎ ·
5 Gueye ·
6 Sané ·
7 Sow ·
8 Kouyaté  ·
9 Diouf ·
10 Mané ·
11 N'Doye ·
12 Sabaly ·
13 A. N'Diaye ·
14 Konaté ·
15 Sakho ·
16 K. N'Diaye ·
17 B. N'Diaye ·
18 Sarr ·
19 Niang ·
20 Baldé ·
21 Gassama ·
22 Wagué ·
23 Gomis · 
Coach: Cissé